# Lihtijávrrit
Lihtijávrrit, som tidigare hade namnet Luli-Litte, är en sjö i Gällivare kommun i Lappland och ingår i Luleälvens huvudavrinningsområde. Sjön har en area på 0,897 kvadratkilometer och ligger 933 meter över havet. Lihtijávrrit avvattnas av Áinnajohka.

## Delavrinningsområde
Lihtijávrrit ingår i det delavrinningsområde (753242-158308) som SMHI kallar för Mynnar i Littejåkkas vattendragsyta. Medelhöjden är 973 meter över havet och ytan är 51,59 kvadratkilometer. Det finns inga avrinningsområden uppströms utan avrinningsområdet är högsta punkten. Áinnajohka avvattnar avrinningsområdet och vattnet fortsätter därefter via Lihtijohka, Sunddegorži, Suorggejohka, Tjävrráädno, Viedásädno, Stora Luleälven och Luleälven innan det når havet efter 380 kilometer. Avrinningsområdet består mestadels av kalfjäll (96 procent). Avrinningsområdet har 2,26 kvadratkilometer vattenytor vilket ger det en sjöprocent på 4,4 procent.